# Биржевой ажиотаж
Биржево́й ажиота́ж (фр. agiotage) — биржевая игра с целью спекуляции на колебании цен.
Действительные биржевые сделки заменяются фиктивными в расчёте на доход или, точнее, на наживу от будущей разницы в ценах. Из-за получения такой прибыли сделка разрешается не отдачей или сдачей и приёмом, а платежом лишь одной разницы.

## История
В середине 1860-х годов на российских биржах появилось много новых ценных бумаг. Особо выделялись ценные бумаги, которые имели отношение к железным дорогам. Это способствовало биржевому ажиотажу 1868—1869 годов. В это время на рынке ценных бумаг в Российской империи начались активные спекуляции, и охватили всю страну. В Одессе, Москве и Петербурге население стало активно играть на бирже. Многие люди, которые раньше не участвовали в биржевой игре, стремились получить дополнительную прибыль на акциях железнодорожных компаний. На бирже пробовали играть люди самых разных профессий. Играли в основном на Санкт-Петербургской бирже. В Одессе торговля на бирже принимала огромные обороты, там активно спекулировали процентными ценными бумагами. В конце лета 1869 года курсы ценных бумаг стали падать и началась биржевая паника.
Во второй половине 1920-х годов в США активно ходили слухи об обычных людях, которые стали играть на бирже и получать дополнительную прибыль в виде тысяч долларов. Есть основания считать, что цифры участников биржевой игры в СМИ были немного завышены, и на самом деле играло на бирже около 1 % населения. Но цифра в 1 % не отображала тех, кто покупал ценные бумаги через институциональных инвесторов. Федеральная резервная система могла предпринять шаги, чтобы ослабить ажиотаж на бирже, но ничего не было предпринято.

## Описание
Представляя собой срочную биржевую операцию, биржевая сделка на срок хотя и облекается в форму продажи и купли, но фактически не имеет целью ни действительной продажи товаров или ценностей, ни действительного приобретения таковых в условленный для того срок. Такая сделка — не что иное, как спекуляция на колебании цен в будущем, разрешение (ликвидация) которой заключается и оканчивается уплатой разницы между существующей в момент ликвидации и условленной в сделке ценой.
Договаривающиеся стороны, контрагенты, в момент заключения сделки могут и не иметь ни свободных платёжных средств, ни товара или бумажных ценностей, рассчитывая и надеясь до наступления срока покрыть свои обязательства. Вопрос о действительном приёме или сдаче ценностей, для которых нужны средства, не ставится, сделка разрешается уплатой разницы, для которой только и нужны деньги, которой только и ограничивается весь риск.
Ажиотаж пользуется всеми путями и средствами для быстрого повышения или понижения курсов, распускает ложные и несбыточные слухи, измышляет происшествия, волнует заинтересованные стороны мнимыми страхами и надеждами, имея в виду только одну конечную цель — поднять или уронить ценность той или другой бумаги, того или другого товара, и игнорируя совершенно внутреннее содержание, стоимость того и другого. Чем колебание цен на товар или ценные бумаги больше и значительнее, тем большим вниманием они пользуются со стороны ажиотажа. Многие бумаги, сами по себе не имеющие особенной цены ни по своей солидности и обеспеченности, ни по своей доходности в настоящем, являются излюбленным предметом ажиотажа, способствующего поднятию на них несоразмерно высокой цены в счёт призрачных будущих доходов.